# La última Navidad
La última Navidad (Last Christmas) es el título de un episodio especial de Doctor Who, el décimo especial navideño de la serie moderna, emitido el 25 de diciembre de 2014. Supuso el primer especial navideño de Peter Capaldi como el Duodécimo Doctor, y en él hizo su última aparición Samuel Anderson, haciendo un cameo como Danny Pink.

## Argumento
Clara (Jenna Coleman) despierta una noche al oír un estruendo en el tejado de su casa. Al ir a mirar descubre que se trata de Santa Claus (Nick Frost) con dos duendes, que ha estrellado su trineo contra la azotea. Tras una breve conversación con él, la TARDIS se materializa y el Doctor (Peter Capaldi) le pide que entre sin hacer preguntas. Los dos viajan hasta el Polo norte, donde hay una base científica con un grupo de investigación. Cuatro de sus integrantes han sido atacados por unas extrañas criaturas que se pegan a la cabeza de sus víctimas. Según el Doctor, se alimentan de los sueños de sus presas induciéndoles un estado de sueños agradables para que no puedan defenderse, hasta matarlos. Cuando una de las criaturas atrapa a Clara, el Doctor tiene que dejar que otra le atrape para ir a por ella. Mientras, Clara, que se encuentra en un mundo onírico junto a Danny Pink (Samuel Anderson), se resiste a aceptar tener que despertar y separarse de nuevo de su amado para siempre, pero si no logra despertarse, la criatura le matará...

## Producción

### Rodaje
El rodaje de Last Christmas estaba programado para empezar dos semanas después de la gira de promoción de la octava temporada, y tanto Peter Capaldi como Jenna Coleman estaban confirmados para regresar. Dirigió el episodio Paul Wilmshurst. El rodaje comenzó el 8 de septiembre de 2014 en Cardiff, y Wilmhurst tuiteó que probablemente llevaría cuatro semanas concluirlo. El tráiler se mostró durante la teletón Children in Need, y en ella aparecieron el Doctor, Clara, Nick Frost como Santa Claus y Dan Starkey (normalmente intérprete de Strax) y Nathan McMullen como duendes.

### Reparto
En septiembre de 2014 se hizo el anuncio de unos cuantos miembros del reparto de invitados, incluyendo a Michael Troughton, Nick Frost, Nathan McMullen, Natalie Gumede y Faye Marsay. Michael Troughton es el hijo pequeño de Patrick Troughton, intérprete del Segundo Doctor entre 1966 y 1969, y el hermano pequeño de David Troughton, que apareció en The War Games, The Curse of Peladon y Medianoche.

## Recepción
Las mediciones nocturnas indicaron que vieron el episodio 6,34 millones de espectadores. Las primeras estimaciones mostraron que fue el octavo programa más visto en televisión el día de Navidad de 2014.
Last Christmas recibió críticas muy positivas. Muchos alabaron la naturaleza aterradora y divertida del episodio, notando las influencias de Origen, Enano rojo y Alien, el octavo pasajero. Sin embargo, una crítica general de la mayoría fue que no fue lo suficientemente navideño.
The A.V. Club le dio al episodio la nota más alta, una "A". Alasdair Wilkins escribió que "el guion de Steven Moffat es desordenadamente inteligente en el modo en que usa las trampas de un especial de Navidad tonto e intrascendente para arrancar el terror de una buena historia de monstruos a la antigua usanza. Pero después de todo, el episodio de hoy logra algo que no todos los especiales navideños anteriores lograron, ya que amplía su historia hacia algo que parece especial de las fiestas. Hay una cierta melancolía que define esta época del año, y Last Christmas reconoce esto directamente desde el título". También alabó la interpretación de Capaldi en el especial. "Si hay una sola cosa que nuna habíamos visto de verdad en la primera temporada de Capaldi como el Doctor, era esa clase de alegría desvergonzada que tanto animaba a los Doctores Décimo y Undécimo y que hizo la coletilla al final del viaje del Noveno Doctor (incluyendo su afirmación de Santa a Rose al final de El Doctor baila) tan potente. Bueno, le lleva la hora completa, pero Last Christmas nos lleva ahí. Valió la pena esperar".
Digital Spy le dio al episodio un 4 sobre 5, diciendo que "Moffat saca un montón de actuaciones difíciles de balancear espectacularmente bien, negándose a entregar otro especial de usar y tirar fuerte en alegría festiva pero flojo en auténtica sustancia". Cerraron su crítica diciendo que Last Christmas es un éxito absoluto. El factor de diversión festiva es alto, y es el justo y necesario, pero suele decirse que Doctor Who está en su punto máximo cuando se muestran sus raíces, y aquí Moffat homenajea tanto a Origen de Christopher Nolan como a Alien de Ridley Scott para proporcionar al espectador tanto con comida para el alma como con gasolina para nuestras pesadillas". The Telegraph le dio al episodio un 4 sobre 5, calificándolo de "maravillosamente alegre" y diciendo que "tenía corazón y cabeza al mismo tiempo, así que acabó como un especial navideño debería: felizmente, con un brillo acogedor y cálido".
The Mirror también alabó el episodio, diciendo que "puede que se haya tomado algo prestado, a veces con fuerza, de algunas películas, pero aún tiene el toque de Doctor Who". También expresaron alegría ante la continuidad de Clara, diciendo que "Es una gran noticia el tener otra temporada por esta pareja tan compenetrada verbalmente", y cerró la crítica diciendo que "fue un gran regalo de Navidad el unirse a Capaldi y Coleman en otra aventura, y la guinda del pastel fue el que Clara se quedara con el Doctor".
Radio Times le dio al episodio un 3 sobre 4, diciendo que especialmente les "emocionó particularmente el sentimiento de Clara, la frase Cada Navidad es la última Navidad, y el admitir que el Señor del Tiempo es su propio Papá Noel". IGN le dio al episodio un 8,8 sobre 10, calificándolo de "Excelente". Dijeron del episodio que fue "Una rebanada particularmente entretenida y satisfactoria de Who que combina los festivos monstruos abrazarostros con un milagro de Navidad". Criticaron el maquillaje de anciana de Clara como muchos otros críticos. Cerraron su crítica diciendo que Last Christmas  es el más festivo y el menos tópicamente festivo de los especiales de Who al mismo tiempo. Y eso es algo estupendo". Den of Geek alabó con fuerza el episodio, diciendo que "Es un riesgo tremendo seguir un especial navideño de Doctor Who de una hora donde todo salvo unos pocos minutos al final acaba siendo un sueño. Y sin embargo eso es lo que Steven Moffat sacó con este episodio muy mejorado de Yuletide". Cerraron su crítica diciendo que Last Christmas aseguraron que uno de los años más potentes de Doctor Who en mucho tiempo se remató de una forma muy agradable".